# グアイラ県
グアイラ県（グアイラけん、スペイン語: Departamento de Guairá、スペイン語発音: [gwai̯ˈɾa]）は、パラグアイ南東部の県。
2016年の人口は21万8507人で、18県中9位。
県都はビヤリカ。

## 人口
- 2000年7月1日：18万7724人
- 2005年7月1日：19万6444人
- 2010年7月1日：20万5831人
- 2016年7月1日：21万8507人

## 隣接県
- 北：カアグアス県
- 南：カアサパ県
- 西：パラグアリ県

## 主要都市
- ビヤリカ（英語版）：4万9800人(県都)

## 歴史
1570年5月14日、ルイ・ディアス・デ・メルガレホ（スペイン語: Ruy Díaz de Melgarejo）が旧ビヤリカを建設したが、現在はブラジルにある。
他にも多くの都市が築かれたが、バンデイランテスの襲撃を受けて、住民の大部分はパラナ川の西やイグアス川の南に移住した。
1682年、現在の位置にビヤリカが再建された。
1686年、フランシスコ会がイタペにグアラニー人を隔離した。
19世紀頃までは、ラ・グアイラ地方（スペイン語: Denominación de La Guayra または Denominación de La Guairá）、あるいはラ・ピネリア地方（スペイン語: Denominación de La Pinería）と呼ばれていた。
1906年、第5県が設置された。

## 気候
最高気温記録は38℃、最低気温記録は1℃、年間平均気温は21℃。
年間降水量は1537mmで、10～11月に多く降る。

## 著名人
- エフライム・カルドソ（英語版）：1877年～1951年。政治家、歴史家。
- フェリックス・ペレス・カルドーソ：1908年～1952年。アルパ奏者。
- マヌエル・オルティス・ゲレロ（英語版）：1899年～1933年。詩人、音楽家。
- ホルヘ・モレイラ：サッカー選手。

## 関連資料
- Geografía Ilustrada del Paraguay. Tercera Edición. Distribuidora Quevedo de Ediciones. Buenos Aires.1998.
- Atlas y Geografía de Paraguay y el Mundo. Ediciones India Guapa. Asunción. 1997.
- Atlas Paraguay. Cartografía Didáctica. Fausto Cultural Ediciones. Enero 2000.
- Franco Preda, Artemio. El Guairá y su aporte a la cultura paraguaya. Editora Litocolor S.R.L. Villarrica,2003